# Kamran Ince
Kamran N. Ince, (Ince nell'ortografia turca è scritto İnce) (Glendive, 6 maggio 1960), è un compositore statunitense, di origini turche.

## Biografia
Kamran Ince nacque a Glendive, nel Montana, Stati Uniti e all'età di sei anni si trasferì con la sua famiglia in Turchia. Nel 1971, all'età di dieci anni, entrò nel Conservatorio Statale di Ankara, dove iniziò a studiare violoncello e pianoforte e prese lezioni di composizione con İlhan Baran. Nel 1977 entrò all'Università di Smirne dove studiò composizione con Muammer Sun, ma tornò negli Stati Uniti nel 1978. Nel 1980 si iscrisse all'Oberlin College in Ohio, dopo aver conseguito un Bachelor of Music nel 1982 e continuò a completare il suo master e dottorati presso la Eastman School of Music nel 1984 e 1987. Tra i suoi insegnanti c'erano David Burge (pianoforte), Joseph Schwantner, Christopher Rouse, Samuel Adler e Barbara Kolb (composizione).
Ince ha vinto un Rome Prize e un Guggenheim Fellowship nel 1987 e il Lili Boulanger Memorial Prize nel 1988. Nel 1990 si è trasferito ad Ann Arbor, nel Michigan, per diventare professore invitato all'Università del Michigan e nel 1992 è entrato alla facoltà dell'Università di Memphis, dove insegna composizione e co-dirige l'University of Memphis Imagine New Music Festival. Inoltre Kamran İnce ha fondato il Centro per la ricerca avanzata in musica all'Università tecnica di Istanbul, che ha diretto dal 1999.

## La sua musica
Il giornalista Blair Dedrick ha descritto la musica di İnce come
La sua musica è stata descritta come postminimalista, cioè utilizza una specie di ripetizione, il linguaggio tonale, ma evitando la tradizionale funzionalità tonale e l'influenza della world music. In effetti, il suo Concerto for Orchestra, Turkish Instruments and Voices usa un vero e proprio insieme turco misto a strumenti occidentali.
La sua tavolozza musicale tende verso opere di grandi dimensioni, principalmente per orchestra o gruppi; ha anche composto diverse opere minori per strumento solista (In Memoriam: 8/17/99 per pianoforte) o strumento solista e pianoforte (Lines per clarinetto e pianoforte).
Sebbene molte delle sue opere mostrino questo movimento improvviso tra i movimenti lenti degli accordi e il dialogo di percussioni e / o strumenti, come Flight Box (2001) o Hammer Music (1990), altri pezzi usano una struttura più consistente, come l'energetico F E S T for New Music Ensemble and Orchestra (1998) o la sommessa Curve (1998).

## Accoglienza
Un critico del Los Angeles Times ha detto di lui:

## Premi
- 1987 Rome Prize
- 1987 Guggenheim Fellowship[4]
- 1988 Lili Boulanger Prize

## Lavori

### Orchestra
- Academica (1998)
- Before Infrared (1986)
- Cascade (1993)
- Concerto per Orchestra, Strumenti turchi: (ney, kemence, 2 zurne) e voci (2002)
- Concerto per Piano e Orchestra (1984)
- Deep Flight (1988)
- Domes (1993)
- Ebullient Shadows (1987)
- F E S T for New Music Ensemble and Orchestra (1998)
- Hot, Red, Cold, Vibrant (1992)
- Infrared Only (1985)
- Lipstick (1991)
- Plexus (1993)
- Remembering Lycia (1996)
- Sinfonia n. 1 Castles in the Air (1989)
- Sinfonia n. 2 Fall of Constantinople (1994)
- Sinfonia n. 3 Siege of Vienna (1995)
- Sinfonia n. 4 Sardis (2000)
- Sinfonia n. 5 Galatasaray (2005)
- Viper's Dance derivata dalla Sinfonia n. 1, 1989 rivisitata nel 1993

### Gruppi gruppi
- Aphrodisiac (1997)
- Arches (1994)
- Evil Eye Deflector (1996)
- Flight Box (2001)
- Hammer Music (1990)
- In White,  Violin Concerto (1999)
- Istathenople (2003)
- Love under Siege(1997)
- Night Passage (1992)
- One Last Dance (1991)
- Requiem Without Words (2004)
- Sonnet #395 (1991)
- Split (1998)
- Strange Stone (2004)
- Turquoise (1996)
- Turquoise/Strange Stone (2005)
- Waves of Talya (1989)

### Piccoli gruppi (musica da camera)
- Curve (1996)
- Drawings (2001)
- Fantasie of a Sudden Turtle (1990)
- Kaç ("Escape") (1983)
- Köcekce (1984) (After a Black Sea folk dance)
- Lines (1997)
- Matinees (1989)
- MKG Variations per violoncello solo (1998); anche una versione per chitarra
- Tracing (1994)
- Road to Memphis per viola e clavicembalo (2008)

### Pianoforte
- The Blue Journey (1982)
- Cross Scintillations (1986)
- In Memoriam: 8/17/99 (1999)
- Gates (2002)
- Kevin's Dream (1994)
- My Friend Mozart (1987)
- Sheherazade Alive (2003)
- An Unavoidable Obsession (1988)
- Symphony in Blue (2012)